# 黑頭叉胸花蝽
黑頭叉胸花蝽（学名：Amphiareus obscuriceps）为花蝽科叉胸花椿屬下的一个种。